# HTATIP2
HTATIP2 (англ. HIV-1 Tat interactive protein 2) – білок, який кодується однойменним геном, розташованим у людей на короткому плечі 11-ї хромосоми. Довжина поліпептидного ланцюга білка становить 242 амінокислот, а молекулярна маса — 27 049.
| 10         |  | 20         |  | 30         |  | 40         |  | 50         |
| ---------- |  | ---------- |  | ---------- |  | ---------- |  | ---------- |
| MAETEALSKL |  | REDFRMQNKS |  | VFILGASGET |  | GRVLLKEILE |  | QGLFSKVTLI |
| GRRKLTFDEE |  | AYKNVNQEVV |  | DFEKLDDYAS |  | AFQGHDVGFC |  | CLGTTRGKAG |
| AEGFVRVDRD |  | YVLKSAELAK |  | AGGCKHFNLL |  | SSKGADKSSN |  | FLYLQVKGEV |
| EAKVEELKFD |  | RYSVFRPGVL |  | LCDRQESRPG |  | EWLVRKFFGS |  | LPDSWASGHS |
| VPVVTVVRAM |  | LNNVVRPRDK |  | QMELLENKAI |  | HDLGKAHGSL |  | KP         |

A: Аланін

C: Цистеїн

D: Аспарагінова кислота

E: Глутамінова кислота

F: Фенілаланін

G: Гліцин

H: Гістидин

I: Ізолейцин

K: Лізин

L: Лейцин

M: Метіонін

N: Аспарагін

P: Пролін

Q: Глутамін

R: Аргінін

S: Серин

T: Треонін

V: Валін

W: Триптофан

Кодований геном білок за функціями належить до оксидоредуктаз, білків розвитку. 
Задіяний у таких біологічних процесах, як апоптоз, взаємодія хазяїн-вірус, ангіогенез, диференціація клітин, ацетилювання, альтернативний сплайсинг. 
Білок має сайт для зв'язування з НАДФ. 
Локалізований у цитоплазмі, ядрі.